# 新克鲁斯
新克鲁斯是巴西北大河州的一个市镇。总面积277.657平方公里，总人口36629人，人口密度131.9人/平方公里。